# 土屋明之
土屋 明之（つちや あきゆき、1954年3月2日 - ）は、日本の学校心理士。岐阜県多治見市出身。血液型AB型。

## 経歴
1986年、各務原養護学校に勤務。岐阜大学教育学部美術工芸学科卒業。岐阜県教育委員会特別支援教育課課長補佐、岐阜県立大垣特別支援学校長、岐阜県立関特別支援学校長を経て現在に至る。岐阜県特別支援学校長会会長、岐阜県芸術文化会議副会長、岐阜県教育文化財団障がい者文化芸術アドバイザーを務める。